# Интрегалде
Интрегалде (рум. Întregalde) — село у повіті Алба в Румунії. Адміністративний центр комуни Интрегалде.
Село розташоване на відстані 290 км на північний захід від Бухареста, 22 км на північний захід від Алба-Юлії, 61 км на південь від Клуж-Напоки.

## Населення
За даними перепису населення 2002 року у селі проживали 94 особи, усі — румуни. Усі жителі села рідною мовою назвали румунську.